# Хохлов, Николай Петрович
Никола́й Петро́вич Хохло́в (1918—1985) — советский журналист-международник, очеркист. Автор ряда книг, в том числе биографической о Патрисе Лумумбе, вышедшей в серии ЖЗЛ. Лауреат премии имени Воровского за 1964 год.

## Биография
Родился 20 декабря 1918 года в селе Кочетовка Курмышского уезда Симбирской губернии РСФСР, в крестьянской семье. Учился в Кочетовской семилетке, затем в Сеченовской средней школе, где был комсоргом. После выпуска в 1938 году работал в Сеченовской МТС заместителем начальника политотдела по комсомольской работе. В 1939 году поступил на филологический факультет Горьковского пединститута. В конце октября 1941 года в составе студенческой группы направляется на строительство оборонных сооружений. В ноябре 1942 года призван в РККА и направлен в Арзамасское военное миномётно-пулемётное училище, по окончании которого в звании лейтенанта оставлен в должности командира учебного взвода. Окончание войны застал в Новгород-Волынскоме, куда училище было переведено.
После демобилизации в августе 1946 года переехал в Ленинград, где принят на работу собственным корреспондентом газеты «Ленинградская правда». В 1949 году утверждён слушателем восточного факультета Высшей диппломатической школы МИД СССР, по окончании которой в 1952 году направлен в газету «Правда». Освещал из Пхеньяна заключительный этап Корейской войны. Затем работал в англоязычном советском журнале «News», издававшемся до конца 1956 года. С 1957 года сотрудник газеты «Известия»: являлся её собственным корреспондентом в Конго, Гане, Эфиопии, Сомали, Руанде, Кении, Ливии, Афганистане и других странах Азии и Африки.

### Арест в Конго (1965)
29 января 1965 года был задержан полицией в центре Леопольдвиля у почтамта, с которого он передавал корреспонденции в Москву, и арестован по подозрению в незаконном пребывании на территории Конго и в шпионаже, также предъявлялось «обвинение в подстрекательстве к нарушению мира». Содержался сначала в полицейском лагере «Луфунгула», затем в центральной тюрьме «Макала». 9 февраля начался судебный процесс, при этом прокурор снял с Хохлова «нелегальное пребывание в Конго», продолжив строить обвинение на создании журналистом «Известий» статей, направленных против правительства Конго. На следующий день суд второй инстанции постановил, что дело выходит за пределы его компетенции и должно быть передано в генеральную прокуратуру (процедура заняла две недели, в течение которых обвиняемому пришлось находиться в заключении). В конце концов все обвинения были сняты.
После обращения редакции газеты к зарубежным коллегам, главам африканских государств и политическим деятелям в защиту Николая Хохлова выступили генеральный секретарь ООН У Тан, Международная организация журналистов, Международная ассоциация юристов-демократов, император Эфиопии Хайле Селассие I, президент Ганы Кваме Нкрума, президент Сенегала Леопольд Сенгор, премьер-министры Кении и Гвинеи. 3 марта леопольдвильская газета «Прогрэ» сообщила, что премьер-министр Моиз Чомбе принял решение освободить Хохлова, однако вместо этого узник был переведён в тюремный госпиталь. Лишь спустя 46 дней заключения, 15 марта, благодаря в том числе активному содействию чехословацкого посольства, журналист был освобождён и на следующий день рейсом через Брюссель вернулся в Москву. Утром 18 марта в редакции «Известий» состоялась его пресс-конференция.

### Дальнейшая деятельность
В апреле 1965 года за серию корреспонденций из Конго редакцией «Известий» был выдвинут на соискание премии В. Воровского, с 1961 года ежегодно присуждавшейся Московским отделением Союза журналистов СССР за лучшие работы в области международной журналистики. В том же месяце стал её лауреатом за 1964 год.
В дальнейшем был собкором «Известий» в Танзании и Пакистане, работал в аппарате редакции. В январе 1985 года вышел на пенсию.
Автор множество книг, очерков, статей. Читал лекции, выступал по радио и телевидению. В последние месяцы жизни занимался сценарием двухсерийного фильма о Патрисе Лумумбе, о котором ранее уже написал биографическую книгу, вышедшую в 1971 году в серии «Жизнь замечательных людей».
Умер 9 августа 1985 года. Похоронен на Востряковском кладбище в Москве.

## Награды
- Орден Трудового Красного Знамени (1967)[17]
- Медаль «За трудовую доблесть» (1962)[18]

## Книги
- Корея наших дней: Очерки и путевые заметки советского журналиста. — М.: Молодая гвардия, 1956. — 224 с.
- Вершины Кореи: [Очерки]. — М.: Детгиз, 1958. — 216 с.
- Зона мира. — М.: Знание, 1958. — 40 с. — (Серия 7 / Всесоюзное общество по распространению политических и научных знаний; № 16).
- Звёзды зажигает молодёжь [Очерки]. — М.: Детгиз, 1960. — 159 с.
- Бурлящее Конго. — М.: Известия, 1961. — 151 с. — (Библиотечка «Известий», №2).
- Трагедия Конго. — М.: Госполитиздат, 1961. — 32 с.
- Ямбо, Конго [Очерки и рассказы]. — М.: Детская литература, 1961. — 95 с.
- Близ Лунных гор: (Королевство Бурунди и Республика Руанда. — М.: Госполитиздат, 1963. — 69 с.
- Парус Танганьики: [Очерки]. — М.: Известия, 1963. — 103 с. — (Библиотечка «Известий»).
- От Алжира до Мыса Доброй Надежды. — М.: Знание, 1964. — 48 с. — (Новое в жизни, науке, технике. 7 серия. Международная; № 21).
- Прыжок импалы: Письма из Африки. — М.: Детская литература, 1965. — 192 с.
- За воротами слёз: Книга об Африке. — М.: Госполитиздат, 1967. — 255 с. — (Ровесник).
- По Африке без спешки: [Очерки]. — М.: Молодая гвардия, 1969. — 224 с.
- Патрис Лумумба. — М.: Молодая гвардия, 1971. — 271 с. — (Жизнь замечательных людей).
- Присяга просторам: Очерки. — М.: Детская литература, 1973. — 223 с.
- Богатырь Девятой: Очерки [О стр-ве Камского автомобильного завода]. — М.: Детская литература, 1975. — 64 с. — (Герои нашего времени).
- Монгольские дали: Очерки. — М.: Детская литература, 1977. — 144 с.